# Władcy Polski

Mapa Królestwa Polskiego i Wielkiego Księstwa Litewskiego (1386–1434)

Władcy Polski – lista obejmuje książęta i królów Polski. Pierwszą historyczną dynastią panującą w Polsce byli Piastowie, którzy rządzili od powstania państwa polskiego (około 900) do 1370, z krótką przerwą na panowanie Przemyślidów (1291–1306). W latach 1138–1320 miało miejsce rozbicie dzielnicowe, kiedy władza nad ziemiami polskimi należała równocześnie do wielu niezależnych książąt piastowskich. Od 1370 do 1399 panowali dwaj monarchowie z dynastii Andegawenów, zaś od 1386 do 1572 monarchowie z dynastii Jagiellonów.
Od zawarcia unii lubelskiej (1569) każdy nowo koronowany król Polski zostawał władcą Litwy z urzędu i nigdy nie był podnoszony na Wielkie Księstwo Litewskie.
Od 1573 do upadku Rzeczypospolitej w 1795 (III rozbiór Polski) władcy byli wybierani w drodze wolnej elekcji. W 1661 roku papież Aleksander VII przyznał królowi Janowi II Kazimierzowi Wazie i jego następcom tytuł rex orthodoxus. Konstytucja 3 maja (1791), Konstytucja Księstwa Warszawskiego (1807) i Konfederacja Generalna Królestwa Polskiego (1812) przewidywały przywrócenie dziedziczności tronu i osadzenie na tronie dynastii Wettynów. Po kongresie wiedeńskim tytuł królów Polski nosili cesarze rosyjscy z dynastii Romanowów. W 1831 r. sejm zdetronizował Mikołaja I, choć ten nie uznał tej decyzji, bo konstytucja nie przewidywała możliwości detronizowania króla. Po pokonaniu polskiej armii i spacyfikowaniu powstania Romanowowie nadal używali tytułu króla Polski, aż do upadku monarchii w Rosji.

## Dynastia Piastów (do 1296)

### Władcy dyskusyjni (IX–X w.)
Trzej bezpośredni poprzednicy Mieszka I są znani jedynie z relacji Galla Anonima. Ich historyczność pozostaje dyskusyjna, jednak obecnie literatura skłania się do uznania listy władców przekazanej przez Galla za zgodną z rzeczywistością.
| Portret | Imię      | Okres panowania | Informacje dodatkowe     |
| ------- | --------- | --------------- | ------------------------ |
|         | Siemowit  | IX–X w. (?)     | dyskusyjny władca Polski |
|         | Lestek    | X w. (?)        | dyskusyjny władca Polski |
|         | Siemomysł | X w.            | dyskusyjny władca Polski |

### Książęta i królowie (do 1138)
Pierwszym władcą Polski wzmiankowanym przez współczesne mu źródła był Mieszko I. Z władców Polski z dynastii Piastów panujących między około 960 a 1138 rokiem trzech dostąpiło koronacji: w 1025 roku Bolesław I Chrobry, w tym samym roku Mieszko II Lambert i w 1076 roku Bolesław II Szczodry.
Według relacji Kosmasa z Pragi w 1085 roku cesarz Henryk IV nadał Wratysławowi II, ówczesnemu władcy Czech, tytuł króla Polski; informacja ta jest jednak odrzucana przez większość badaczy.
| Portret | Imię                          | Okres panowania | Informacje dodatkowe |
| ------- | ----------------------------- | --------------- | --- |
|         | Mieszko I                     | ok. 960–992     | Pierwszy władca Polski wzmiankowany przez współczesne mu źródła. |
|         | Bolesław I Chrobry            | 992–1025        | 1. król Polski. Książę Czech. |
|         | Mieszko II Lambert            | 1025–1031       | 2. król Polski. |
|         | Bezprym                       | 1031–1032       | Książę Polski. |
|         | Mieszko II Lambert            | 1032–1033       | Źródła niemieckie podają, że Mieszko II Lambert zrzekł się korony w 1032 roku. W polskich źródłach do śmierci był tytułowany królem. Otto zmarł w 1033 roku śmiercią naturalną lub skrytobójczo zamordowany przez swego drużynnika. Natomiast Dytryk prawdopodobnie został wygnany z kraju w tym samym roku. |
|         | Otto Bolesławowic             | 1032–1033       | Źródła niemieckie podają, że Mieszko II Lambert zrzekł się korony w 1032 roku. W polskich źródłach do śmierci był tytułowany królem. Otto zmarł w 1033 roku śmiercią naturalną lub skrytobójczo zamordowany przez swego drużynnika. Natomiast Dytryk prawdopodobnie został wygnany z kraju w tym samym roku. |
|         | Dytryk                        | 1032–1033       | Źródła niemieckie podają, że Mieszko II Lambert zrzekł się korony w 1032 roku. W polskich źródłach do śmierci był tytułowany królem. Otto zmarł w 1033 roku śmiercią naturalną lub skrytobójczo zamordowany przez swego drużynnika. Natomiast Dytryk prawdopodobnie został wygnany z kraju w tym samym roku. |
|         | Mieszko II Lambert            | 1033–1034       | Po śmierci Ottona i wygnaniu brata stryjecznego, Dytryka, Mieszko II Lambert zjednoczył w swym ręku pełnię władzy w Polsce. |
|         | Kazimierz I Odnowiciel        | 1034–1058       | Z braku źródeł niejasne jest, kto sprawował władzę w latach 1034–1037, gdyż w tym okresie Kazimierz musiał opuścić kraj. Kronikarze średniowieczni uzupełniali tę lukę Bolesławem Zapomnianym, jednak od końca XIX wieku uznaje się jego postać za zmyśloną. Faktyczne panowanie Kazimierza nastąpiło od 1039 r. lub 1040 r. i trwało aż do jego śmierci w 1058 r.                                                                                                |
|         | Bolesław II Szczodry (Śmiały) | 1058–1079       | 3. król Polski Koronowany w 1076 roku |
|         | Władysław I Herman            | 1079–1086       | Po śmierci Kazimierza I Odnowiciela panował na Mazowszu jako lennik Bolesława II Szczodrego. |
|         | Władysław I Herman            | 1086–1089       | W 1086 roku zawarto kompromis polityczny pomiędzy Władysławem I Świętym (królem Węgier) a Władysławem Hermanem, na mocy którego Mieszko Bolesławowic otrzymał dzielnicę małopolską a Władysław I Herman zatrzymał władzę zwierzchnią. W 1089 roku z inicjatywy Sieciecha i Judyty Marii otruto Mieszka Bolesławowica i wysłano pierwszego syna Hermana (Zbigniewa) do klasztoru w Saksonii, umożliwiając Bolesławowi Krzywoustemu przyszłe objęcie tronu po ojcu. |
|         | Mieszko Bolesławowic          | 1086–1089       | W 1086 roku zawarto kompromis polityczny pomiędzy Władysławem I Świętym (królem Węgier) a Władysławem Hermanem, na mocy którego Mieszko Bolesławowic otrzymał dzielnicę małopolską a Władysław I Herman zatrzymał władzę zwierzchnią. W 1089 roku z inicjatywy Sieciecha i Judyty Marii otruto Mieszka Bolesławowica i wysłano pierwszego syna Hermana (Zbigniewa) do klasztoru w Saksonii, umożliwiając Bolesławowi Krzywoustemu przyszłe objęcie tronu po ojcu. |
|         | Władysław I Herman            | 1089–1098       | W 1089 roku, po otruciu Mieszka Bolesławowica, Władysław I Herman stał się na powrót jedynowładcą Polski. |
|         | Władysław I Herman            | 1098–1102       | W roku 1098 synowie Władysława (Zbigniew i Bolesław III Krzywousty), przy poparciu możnych, obalili Sieciecha i wymogli na ojcu podział państwa na dzielnice. Zbigniew otrzymał Wielkopolskę, Kujawy i ziemię sieradzko-łęczycką, a Bolesław Małopolskę i Śląsk, zaś Władysław zatrzymał dla siebie Mazowsze wraz z władzą zwierzchnią nad wszystkimi księstwami.                                                                                                 |
|         | Zbigniew                      | 1098–1102       | W roku 1098 synowie Władysława (Zbigniew i Bolesław III Krzywousty), przy poparciu możnych, obalili Sieciecha i wymogli na ojcu podział państwa na dzielnice. Zbigniew otrzymał Wielkopolskę, Kujawy i ziemię sieradzko-łęczycką, a Bolesław Małopolskę i Śląsk, zaś Władysław zatrzymał dla siebie Mazowsze wraz z władzą zwierzchnią nad wszystkimi księstwami.                                                                                                 |
|         | Bolesław III Krzywousty       | 1098–1102       | W roku 1098 synowie Władysława (Zbigniew i Bolesław III Krzywousty), przy poparciu możnych, obalili Sieciecha i wymogli na ojcu podział państwa na dzielnice. Zbigniew otrzymał Wielkopolskę, Kujawy i ziemię sieradzko-łęczycką, a Bolesław Małopolskę i Śląsk, zaś Władysław zatrzymał dla siebie Mazowsze wraz z władzą zwierzchnią nad wszystkimi księstwami.                                                                                                 |
|         | Zbigniew                      | 1102–1107       | Książę wielkopolski, mazowiecki i kujawski w latach 1102–1107. |
|         | Bolesław III Krzywousty       | 1102–1107       | Książę małopolski, śląski i sandomierski w latach 1102–1107. |
|         | Bolesław III Krzywousty       | 1107–1138       | Książę małopolski, śląski i sandomierski w latach 1102–1107, książę Polski w latach 1107–1138. |

### Książęta zwierzchni (do 1227)
Ustawa sukcesyjna Bolesława III Krzywoustego zapoczątkowała w Polsce okres rozbicia dzielnicowego. Najważniejszym z książąt miał być władca dzielnicy senioralnej (w jej granicach znajdowała się stolica państwa – Kraków), będący zarazem – zgodnie z zasadą senioratu – najstarszym z rodu. Zasada ta została podważona już w 1146 roku wraz z wypędzeniem Władysława II Wygnańca, a załamała się w wyniku decyzji zjazdu łęczyckiego w 1180 roku, chociaż jeszcze w XIII wieku część pretendentów do dzielnicy krakowskiej powoływała się na swoje prawa z racji bycia najstarszym w rodzie. Zasada zwierzchności księcia krakowskiego nad całym państwem (zasada pryncypatu) obowiązywała do śmierci w Gąsawie w 1227 księcia Leszka Białego. Od tego momentu stopniowo postępowało rozdrobnienie ziem Polski, powiązane z umacnianiem się separatyzmu księstw dzielnicowych.
| Portret | Imię                      | Okres panowania | Informacje dodatkowe |
| ------- | ------------------------- | --------------- | --- |
|         | Władysław II Wygnaniec    | 1138–1146       | Książę śląski 1138–1146. |
|         | Bolesław IV Kędzierzawy   | 1146–1173       | Książę mazowiecki 1138–1173, śląski 1146–1163. |
|         | Mieszko III Stary         | 1173–1177       | Po raz pierwszy. Książę wielkopolski 1138–1179, 1182–1202. Ze względu na nadmierny fiskalizm i nadużycia władzy wybuchł bunt możnych krakowskich, którzy zaproponowali tron Bolesławowi Wysokiemu. |
|         | Kazimierz II Sprawiedliwy | 1177–1191       | Po raz pierwszy. Książę wiślicki 1166–1173, sandomierski 1173–1194, mazowiecki 1186–1194. Możni krakowscy zaproponowali tron Bolesławowi Wysokiemu, ale ten nie był w stanie go objąć ze względu na interwencję Mieszka Plątonogiego, wobec czego księciem ogłoszono Kazimierza.                       |
|         | Mieszko III Stary         | 1191–1191       | Po raz drugi. Wykorzystując zdradę kasztelana krakowskiego Henryka Kietlicza przejął tron. |
|         | Kazimierz II Sprawiedliwy | 1191–1194       | Po raz drugi. Kazimierz odbił Kraków z pomocą książąt ruskich. |
|         | Leszek I Biały            | 1194–1198       | Po raz pierwszy. Nieletni, rządy regencyjne matki. |
|         | Mieszko III Stary         | 1198–1199       | Po raz trzeci. Odzyskał władzę dzięki umowie z Heleną Znojemską w zamian za zwrot Kujaw i uznanie Leszka Białego za następcę. |
|         | Leszek I Biały            | 1199–1199       | Po raz drugi. W 1199 wojewoda krakowski Mikołaj i biskup Pełka usunęli Mieszka z tronu, lecz jeszcze w tym samym roku doszło między nimi do ugody. |
|         | Mieszko III Stary         | 1199–1202       | Po raz czwarty. W 1199 wojewoda krakowski Mikołaj i biskup Pełka usunęli Mieszka z tronu, lecz jeszcze w tym samym roku doszło między nimi do ugody. |
|         | Władysław III Laskonogi   | 1202–1206       | Po raz pierwszy. Książę wielkopolski 1202–1220. Wojewoda krakowski Mikołaj zażądał usunięcia wojewody sandomierskiego Goworka, a wobec odmowy Leszka, Mikołaj ogłosił księciem Władysława Laskonogiego.                                                                                                |
|         | Leszek I Biały            | 1206–1210       | Po raz trzeci. Po śmierci wojewody Mikołaja możni ogłosili księciem Leszka. |
|         | Mieszko IV Plątonogi      | 1210–1211       | Papież Innocenty III na wniosek księcia śląskiego postanowił pod groźbą klątwy przywrócić zasadę senioratu, a Mieszko udał się na czele armii do Krakowa, gdzie został wpuszczony. Książę raciborski 1173–1211, opolski 1202–1211.                                                                     |
|         | Leszek I Biały            | 1211–1225       | Po raz czwarty. Po śmierci Mieszka Leszek wrócił do Krakowa. |
|         | Henryk I Brodaty          | 1225–1225       | Po raz pierwszy. Gdy po klęsce z rąk Prusów Leszek Biały zastosował represje wobec członków odpowiedzialnego za porażkę rodu Gryfitów, ci w odpowiedzi na to w 1225 roku (pod nieobecność księcia Leszka Białego w Krakowie), przywołali na tron krakowski Henryka I Brodatego. Książę śląski od 1201. |
|         | Leszek I Biały            | 1225–1227       | Po raz piąty. Krótkotrwały konflikt z Henrykiem I Brodatym zakończono zawarciem pokoju, wycofaniem się księcia śląskiego z Krakowa, a zarazem wygnaniem Gryfitów z Małopolski. Po śmierci Leszka Białego upada zasada zwierzchnictwa księcia krakowskiego nad Polską.                                  |

### Książęta krakowscy (do 1291)
| Portret | Imię                    | Okres panowania | Informacje dodatkowe |
| ------- | ----------------------- | --------------- | --- |
|         | Władysław III Laskonogi | 1228–1229       | Po raz drugi. Na mocy umowy sukcesyjnej z Leszkiem Białym. W latach 1228–1229 w jego zastępstwie rządy w dzielnicy senioralnej sprawował Henryk I Brodaty. |
|         | Konrad I mazowiecki     | 1229–1232       | Po raz pierwszy. Zajął Kraków zbrojnie. Tytuł księcia krakowskiego przyjął dopiero po śmierci Władysława Laskonogiego. Książę mazowiecki od 1202. |
|         | Henryk I Brodaty        | 1232–1238       | Po raz drugi. Przejął tron przy poparciu możnych. Książę śląski od 1201. |
|         | Henryk II Pobożny       | 1238–1241       | Tron objął jako następca ojca. Książę śląski od 1238. |
|         | Bolesław II Rogatka     | 1241–1241       | Tron objął jako następca ojca. Książę śląski. |
|         | Konrad I mazowiecki     | 1241–1243       | Po raz drugi. Zajął Kraków zbrojnie. |
|         | Bolesław V Wstydliwy    | 1243–1279       | Powołany na tron przez możnych. |
|         | Leszek II Czarny        | 1279–1288       | Odziedziczył tron na mocy umowy sukcesyjnej z Bolesławem Wstydliwym. Książę sieradzki i łęczycki. |
|         | Bolesław II mazowiecki  | 1288–1288       | Po raz pierwszy. Książę mazowiecki i sandomierski. Wezwany na tron krakowski przez biskupa krakowskiego Pawła z Przemankowa oraz możnych małopolskich. Jeszcze w tym samym roku został wyparty z Krakowa przez Henryka IV Probusa. |
|         | Henryk IV Prawy         | 1288–1289       | Po raz pierwszy. Książę wrocławski od 1270. Po opanowaniu Krakowa w 1288 roku powrócił na Śląsk. Książę mazowiecki Bolesław II nie zrezygnował jednak z Krakowa. 26 lutego 1289 roku wojska Henryka IV Probusa zostały pokonane przez siły Bolesława II i jego sojuszników. Kraków przejął ponownie Bolesław VII Siemowitowicz.                                                                            |
|         | Bolesław II mazowiecki  | 1289–1289       | Po raz drugi. Bolesław II mazowiecki po pokonaniu Henryka IV Probusa pod Siewierzem zajął Kraków. Latem 1289 roku zawarł układ z bratem, Konradem II czerskim, oddając mu w zamian za pomoc zbrojną Sandomierz. Krok ten wywołał oburzenie możnych małopolskich, którzy wygnali Bolesława, a na tron przywołali Władysława Łokietka.                                                                       |
|         | Władysław I Łokietek    | 1289–1289       | Po raz pierwszy. Możni małopolscy niezadowoleni z rządów Bolesława II mazowieckiego, powołali na tron Władysława IV Łokietka, który zajął Kraków, ale już w sierpniu 1289 roku został z niego wyparty przez Henryka IV Probusa. Według legendy Władysław Łokietek zbiegł z miasta w mnisim przebraniu i dzięki pomocy krakowskich franciszkanów w chwili wkraczania do miasta wojsk księcia wrocławskiego. |
|         | Henryk IV Prawy         | 1289–1290       | Po raz drugi. Henryk IV Probus odzyskał władzę w Krakowie. Popierającego Władysława Łokietka biskupa krakowskiego, Pawła z Przemankowa, książę wrocławski nakazał uwięzić. Władysław Łokietek zdołał utrzymać się na tronie książęcym w Sandomierzu. |
|         | Przemysł II             | 1290–1291       | Tron objął w wyniku testamentu Henryka IV Prawego. Książę poznański od 1273, wielkopolski od 1279, gdański od 1294. |

### Król Polski (1295–1296)
Przemysł II utracił władzę w księstwie krakowskim. W 1295 roku został koronowany na króla Polski, choć w rzeczywistości czyniło go to jedynie królem Wielkopolski i Pomorza Gdańskiego. Zmarł w 1296 roku.
| Portret | Imię        | Okres panowania | Informacje dodatkowe                                                             |
| ------- | ----------- | --------------- | -------------------------------------------------------------------------------- |
|         | Przemysł II | 1295–1296       | 4. król Polski. Książę poznański od 1273, wielkopolski od 1279, gdański od 1294. |

## Dynastia Przemyślidów (1291–1306)
W 1291 roku księstwo krakowskie znalazło się w rękach czeskiego króla Wacława II. W 1292 roku zajął on księstwo sandomierskie, a w 1299 roku także Wielkopolskę i Pomorze Gdańskie.

### Książęta krakowscy (1291–1305)
| Portret | Imię      | Okres panowania | Informacje dodatkowe |
| ------- | --------- | --------------- | -------------------- |
|         | Wacław II | 1291–1305       | Zięć Przemysła II.   |

### Królowie Polski (1300–1306)
W 1300 roku Wacław II został koronowany na króla Polski przez arcybiskupa gnieźnieńskiego Jakuba Świnkę.
Wacław II zmarł 21 czerwca 1305 roku i rządy po nim objął jego syn Wacław III. 4 sierpnia 1306 roku został on jednak zamordowany w trakcie przygotowań do wyprawy do Polski. We wrześniu tego samego roku Kraków znalazł się w rękach Władysława I Łokietka.
| Portret | Imię       | Okres panowania | Informacje dodatkowe         |
| ------- | ---------- | --------------- | ---------------------------- |
|         | Wacław II  | 1300–1305       | 5. król Polski               |
|         | Wacław III | 1305–1306       | Nigdy nie przybył do Polski. |

W listopadzie 1335 roku na zjeździe wyszehradzkim Jan Luksemburski zrzekł się roszczeń do polskiej korony w zamian za 20 tysięcy kop groszy praskich.

## Dynastia Piastów (1306–1370)
W 1306 roku księciem krakowskim został Władysław I Łokietek z kujawskiej linii Piastów, który już wcześniej opanował księstwo sandomierskie. W 1314 roku zajął Wielkopolskę. 20 stycznia 1320 roku został koronowany na króla Polski.
| Portret | Herb | Imię                 | Okres panowania | Informacje dodatkowe |
| ------- | ---- | -------------------- | --------------- | -------------------- |
|         |      | Władysław I Łokietek | 1306–1333       | 6. król Polski.      |
|         |      | Kazimierz III Wielki | 1333–1370       | 7. król Polski.      |

## Dynastia Andegawenów (1370–1399)
W 1370 roku zmarł Kazimierz III Wielki, król Polski, nie pozostawiając legalnego męskiego potomstwa. Na mocy wcześniejszych umów kolejnym władcą został siostrzeniec zmarłego – Ludwik Węgierski.
Ludwik zmarł w 1382 roku, nie pozostawiając męskiego potomstwa. Zgodnie z wcześniejszymi umowami polski tron miał przypaść jednej z jego córek. Ostatecznie w 1384 roku władcą została najmłodsza, Jadwiga.
| Portret | Herb | Imię                   | Okres panowania | Informacje dodatkowe                             |
| ------- | ---- | ---------------------- | --------------- | ------------------------------------------------ |
|         |      | Ludwik I Węgierski     | 1370–1382       | 8. król Polski. król Węgier.                     |
|         |      | Jadwiga I Andegaweńska | 1384–1399       | 9. król Polski. koregent Władysława II Jagiełły. |

## Dynastia Jagiellonów (1386–1572)
Jesienią 1384 Jadwiga Andegaweńska przybyła z Węgier do Polski, gdzie 16 października tego roku w Krakowie została koronowana przez arcybiskupa gnieźnieńskiego Bodzantę na króla Polski. Wobec jej małoletności ster rządów w państwie dzierżyli możnowładcy małopolscy, pozostający w kontakcie z jej matką Elżbietą Bośniaczką, jednakże nie powołano regenta, ponieważ, jak pisze Jan Długosz: wszystko co mówiła lub czyniła znamionowało sędziwego wieku powagę.
W 1386 roku królem Polski u boku Jadwigi Andegaweńskiej został Władysław II Jagiełło, wielki książę litewski. Założona przez niego dynastia Jagiellonów panowała w Polsce i w Litwie do 1572 roku. Nie posiadał prawa do dziedzicznego panowania, dlatego następne nominacje na króla odbywały się na zasadach „wolnej elekcji” – wbrew ostatniej woli Kazimierza Wielkiego (w przypadku braku prawnego potomka dziedziczna władza miała wrócić do – kolejnego w linii – Piasta), wymuszonej przez czwartą żonę Władysława II Jagiełły – Zofię Holszańską, z którą miał synów (dzieci z poprzednich małżeństw wcześnie zmarły), przy czym po śmierci poprzednika jako pierwszą wysuwano kandydaturę syna, później męża córki.
Rodzina Jagiellonów „infantką” (spadkobierczynią rodu) wyznaczyła Annę Jagiellonkę (późniejszego króla Polski), a następnie – po śmierci swojego męża Stefana królowa Anna Jagiellonka przekazała tron Rzeczypospolitej synowi swojej siostry – Katarzyny Jagiellonki – Zygmuntowi III Wazie, również na zasadach „wolnej elekcji”. W czasach panowania tej dynastii Polskę i Litwę łączyła unia personalna (władca Wielkiego Księstwa Litewskiego wybierany był również na króla Polski), przekształcona w 1569 roku w unię realną – na skutek wygaśnięcia męskiej linii legalnych następców i pretendentów do polskiej korony.
W latach 1444–1447 Polska nie miała króla. Początkowo liczono się z możliwością powrotu Władysława III Warneńczyka, później jego brat Kazimierz IV Jagiellończyk przez dwa lata toczył pertraktacje z polskimi panami, głównie odnośnie do charakteru unii polsko-litewskiej. Ostatecznie doszli do porozumienia, a Kazimierz Jagiellończyk 25 czerwca 1447 roku został koronowany na króla Polski.
| Portret | Herb | Imię                       | Okres panowania | Informacje dodatkowe                                              |
| ------- | ---- | -------------------------- | --------------- | ----------------------------------------------------------------- |
|         |      | Władysław II Jagiełło      | 1386–1434       | 10. król Polski najwyższy książę litewski, wielki książę litewski |
|         |      | Władysław III Warneńczyk   | 1434–1444       | 11. król Polski król Węgier, najwyższy książę litewski            |
|         |      | Kazimierz IV Jagiellończyk | 1447–1492       | 12. król Polski wielki książę litewski.                           |
|         |      | Jan I Olbracht             | 1492–1501       | 13. król Polski książę głogowski                                  |
|         |      | Aleksander I Jagiellończyk | 1501–1506       | 14. król Polski wielki książę litewski                            |
|         |      | Zygmunt I Stary            | 1506–1548       | 15. król Polski wielki książę litewski                            |
|         |      | Zygmunt II August          | 1548–1572       | 16. król Polski wielki książę litewski, koregent Zygmunta I       |

## Władcy elekcyjni (1573–1795)
W latach 1573–1795 Polską (Koroną), tworzącą wraz z Litwą Rzeczpospolitą Obojga Narodów, rządzili królowie wybierani w drodze wolnej elekcji.
W okresach pomiędzy śmiercią monarchy a wyborem następcy władzę pełnił Interrex.
Anna Jagiellonka 13 grudnia 1575 roku na Rynku Starego Miasta w Warszawie została wybrana w wolnej elekcji królem Polski i wielkim księciem Litwy, ostatecznie dzień później stronnictwo szlacheckie pod przewodnictwem Jana Zamoyskiego uznało ją za króla „Piasta”, „przydając jej na małżonka” księcia siedmiogrodzkiego Stefana Batorego.
Kilkakrotnie dochodziło na przestrzeni lat do podwójnych elekcji:
- 12 grudnia 1575 roku stronnictwo habsburskie obrało królem cesarza Maksymiliana II Habsburga, lecz ostatecznie królem wybrano jego kontrkandydata – Stefana Batorego. Sam Maksymilian zmarł niedługo potem – 12 października 1576 roku.
- 19 sierpnia 1587 roku większość poparła Zygmunta III Wazę, lecz trzy dni później Jakub Woroniecki, biskup kijowski, popierany przez grupę magnatów ogłosił królem Maksymiliana III Habsburga. Ten 27 września tego samego roku zaprzysiągł pacta conventa. Pokonany w bitwie pod Byczyną, na mocy traktatu bytomsko-będzińskiego. 9 marca 1589 roku zrzekł się tytułu króla Polski.
- 27 czerwca 1697 roku prymas Michał Stefan Radziejowski ogłosił królem Polski Franciszka Ludwika księcia Conti, z kolei uzurpujący sobie prawa interrexa, biskup kujawski, Stanisław Kazimierz Dąmbski – Augusta II Mocnego. Ostatecznie władcą został August, zaś zwolennicy Contiego uznali go królem 21 maja 1698 roku na mocy ugody łowickiej.

Maksymilian II Habsburg, Maksymilian III Habsburg i Franciszek Ludwik Conti są pomijani w zestawieniach polskich władców.
| Portret                                                   | Herb | Imię                         | Okres panowania | Informacje dodatkowe |
| --------------------------------------------------------- | ---- | ---------------------------- | --------------- | -------------------- |
|                                                           |      | Henryk Walezy                | 1573–1575       | Walezjusze           |
| Król Polski, król Francji.                                |      | Henryk Walezy                | 1573–1575       |                      |
|                                                           |      | Anna Jagiellonka             | 1575–1586       | Jagiellonowie        |
| Królowa Polski. Współrządziła z mężem (Stefanem Batorym). |      | Anna Jagiellonka             | 1575–1586       |                      |
|                                                           |      | Stefan Batory                | 1576–1586       | Batorowie            |
| Król Polski, Książę Siedmiogrodu.                         |      | Stefan Batory                | 1576–1586       |                      |
|                                                           |      | Zygmunt III Waza             | 1587–1632       | Wazowie              |
| Król Polski, król Szwecji.                                |      | Zygmunt III Waza             | 1587–1632       |                      |
|                                                           |      | Władysław IV Waza            | 1632–1648       | Wazowie              |
| Król Polski, król Szwecji, car Rosji.                     |      | Władysław IV Waza            | 1632–1648       |                      |
|                                                           |      | Jan II Kazimierz Waza        | 1648–1668       | Wazowie              |
| Król Polski, król Szwecji. Abdykował.                     |      | Jan II Kazimierz Waza        | 1648–1668       |                      |
|                                                           |      | Michał Korybut Wiśniowiecki  | 1669–1673       | Wiśniowieccy         |
| Król „Piast”                                              |      | Michał Korybut Wiśniowiecki  | 1669–1673       |                      |
|                                                           |      | Jan III Sobieski             | 1674–1696       | Sobiescy             |
| Król „Piast”                                              |      | Jan III Sobieski             | 1674–1696       |                      |
|                                                           |      | August II Mocny              | 1697–1704       | Wettynowie           |
| Król Polski, książę Saksonii. Abdykował.                  |      | August II Mocny              | 1697–1704       |                      |
|                                                           |      | Stanisław Leszczyński        | 1704–1709       | Leszczyńscy          |
| Król „Piast”. Abdykował.                                  |      | Stanisław Leszczyński        | 1704–1709       |                      |
|                                                           |      | August II Mocny              | 1709–1733       | Wettynowie           |
| Król Polski, książę Saksonii.                             |      | August II Mocny              | 1709–1733       |                      |
|                                                           |      | Stanisław Leszczyński        | 1733–1736       | Leszczyńscy          |
| Król „Piast”. Książę Lotaryngii i Baru. Abdykował.        |      | Stanisław Leszczyński        | 1733–1736       |                      |
|                                                           |      | August III Sas               | 1733–1763       | Wettynowie           |
| Król Polski, książę Saksonii.                             |      | August III Sas               | 1733–1763       |                      |
|                                                           |      | Stanisław August Poniatowski | 1764–1795       | Poniatowscy          |
| Król „Piast”. Abdykował.                                  |      | Stanisław August Poniatowski | 1764–1795       |                      |

## Okres zaborów (1795–1918)
W latach 1772–1795 Rzeczpospolita Obojga Narodów zniknęła z mapy politycznej Europy, stopniowo podzielona między Imperium Rosyjskie, Królestwo Prus i Monarchię Habsburgów. Dwa pierwsze traktaty rozbiorowe, podobnie jak każdy traktat o zmianie granic, zostały zatwierdzone przez polski Sejm. Trzeci rozbiór, wobec likwidacji państwa, nie mógł być przez stronę polską zatwierdzony, toteż stronami ostatniego traktatu rozbiorowego, podpisanego 24 października 1795 roku, były już wyłącznie państwa zaborcze. Miesiąc później, 25 listopada, w Grodnie abdykował ostatni król Polski – Stanisław August Poniatowski. Zgodnie z ustaleniami państw zaborczych pozostającymi w mocy aż do zakończenia kongresu wiedeńskiego w 1815, żadne z nich nie rościło sobie statusu następcy prawnego Rzeczypospolitej Obojga Narodów, a tytuł króla Polski miał zostać zniesiony. Władcy państw zaborczych dodawali do swojej tradycyjnej tytulatury określenia związane z ziemiami znajdującymi się w granicach dawnej Rzeczypospolitej:
- cesarze rzymscy, a po 1806 cesarze Austrii (zarazem w latach 1815–1866 prezydenci Związku Niemieckiego) – nosili tytuł króla Galicji i Lodomerii, wielkiego księcia Krakowa oraz księcia Oświęcimia i Zatoru,
- carowie Rosji – posługiwali się m.in. tytułami wielkiego księcia Litwy, Wołynia i Podola, księcia Inflant, Kurlandii, Semigalii, Żmudzi i Białegostoku oraz pana i wielkiego księcia Połocka, Witebska i Mścisławia, przy czym po kongresie wiedeńskim przyjęli dodatkowo tytuł króla Polski począwszy od 1815 roku, utrzymując go również po faktycznej likwidacji podmiotowości międzynarodowej samego Królestwa Polskiego w 1831 roku oraz późniejszego pozbawienia go większości pozostałej jeszcze autonomii w 1874 roku,
- królowie Prus (zarazem w latach 1867–1871 prezydenci Związku Północnoniemieckiego, a następnie od 1871 cesarze niemieccy) – używali tytułu księcia Pomorza, Kaszubów oraz pana na Lęborku i Bytowie, przy czym po kongresie wiedeńskim używali dodatkowo tytułu wielkiego księcia poznańskiego począwszy od 1815 roku, również po faktycznej likwidacji autonomii samego księstwa w 1849 roku.

### Księstwo Warszawskie(1807–1815)
| Księstwo Warszawskie utworzył w 1807 roku z ziem zaboru pruskiego Napoleon Bonaparte, po zwycięstwie nad Prusami. W 1809 roku, po zwycięstwie Francji i Księstwa nad Austrią, przyłączono do niego III zabór austriacki. 26 czerwca 1812 Konfederacja Generalna Królestwa Polskiego proklamowała odrodzenie Królestwa Polskiego, a Fryderyk August przyjął koronę króla polskiego. Księstwo było okupowane przez Rosjan w latach 1812–1815, a zlikwidowano je na kongresie wiedeńskim w 1815. |

| Portret władcy | Herb | Władca            | Daty panowania | Informacje dodatkowe                                                          | Dynastia   |
| -------------- | ---- | ----------------- | -------------- | ----------------------------------------------------------------------------- | ---------- |
|                |      | Fryderyk August I | 1807–1815      | Elektor Saksonii 1763–1806 jako Fryderyk August III, król Saksonii 1806–1827. | Wettynowie |

### Królestwo Polskie

#### Unia personalna z Rosją
| Królestwo Polskie było związane unią personalną z Imperium Rosyjskim, a carowie rosyjscy nosili tytuł króla Polski (w dokumentach rosyjskojęzycznych Царь Польский) i byli koronowani w Warszawie, co wynikało z unii. |

| Portret władcy | Herb | Władca       | Daty panowania | Informacje dodatkowe | Dynastia    |
| -------------- | ---- | ------------ | -------------- | --- | ----------- |
|                |      | Aleksander I | 1815–1825      | Car Rosji 1801–1825 | Romanowowie |
|                |      | Mikołaj I    | 1825–1831      | Car Rosji w latach 1825–1855; koronowany na króla polskiego 24 maja 1829 w Warszawie, zdetronizowany przez Sejm Królestwa Polskiego 25 stycznia 1831. | Romanowowie |

#### Unia realna z Rosją po powstaniu listopadowym
| Carowie Rosji nosili m.in. tytuł króla Polski po 1831 roku – aż do 1917 roku. Po likwidacji odrębności Królestwa Polskiego w 1831 koronacja na króla Polski odbywała się w Rosji przy okazji koronacji na cesarza imperium i podkreślała zależność od Rosji. Królestwo Polskie było autonomiczną częścią Rosji. Autonomię ciągle ograniczano szczególnie w 1874 roku, ale nigdy formalnie jej nie zniesiono i Królestwo miało odrębny system prawny. |

| Władca         | Portret władcy | Daty panowania | Informacje dodatkowe                                                                                          | Dynastia    |
| -------------- | -------------- | -------------- | --- | ----------- |
| Mikołaj I      |                | 1831–1855      | Car Rosji 1825–1855                                                                                           | Romanowowie |
| Aleksander II  |                | 1855–1881      | Car Rosji 1855–1881                                                                                           | Romanowowie |
| Aleksander III |                | 1881–1894      | Car Rosji 1881–1894                                                                                           | Romanowowie |
| Mikołaj II     |                | 1894–1917      | Car Rosji 1894–1917                                                                                           | Romanowowie |
| Michał II      |                | 1917           | Domniemany car Rosji. Nie przyjął tytułu cesarskiego, 16 marca 1917 r. abdykował na rzecz Rządu Tymczasowego. | Romanowowie |

### Królestwo Polskie (1917–1918) zależne od Cesarstwa Niemieckiego i Austro-Węgier
W czasie I wojny światowej ziemie polskie zaboru rosyjskiego były okupowane przez Niemcy i Austro-Węgry, które aktem 5 listopada 1916 r. zadeklarowały utworzenie Królestwa Polskiego. Od 12 września 1917 do 14 listopada 1918 roku monarchę i regenta Królestwa Polskiego aktu 5 listopada zastępowała Rada Regencyjna, która Orędziem do Narodu Polskiego z 7 października 1918 roku proklamowała niepodległość Polski, zaś w okresie współistnienia prowizorium rządowego Królestwa Polskiego oraz rządu Republiki Polskiej, Radę Regencyjną zastępował od 14 listopada 1918 r. Naczelny Dowódca Józef Piłsudski, aż do dekretu Naczelnego Dowódcy z 22 listopada 1918 roku o najwyższej władzy reprezentacyjnej Republiki Polskiej, który ustalał ustrój republikański odrodzonej Polski, organizację i kompetencje tymczasowych organów władzy państwowej do momentu ukonstytuowania wybranego w demokratycznych wyborach Sejmu Ustawodawczego, do którego równocześnie Piłsudski rozpisał wybory w oparciu o ordynację proporcjonalną. Dekret formalnie wszedł w życie z dniem jego ogłoszenia w Dzienniku Praw, tj. 29 listopada 1918 roku (Dz.U. z 1918 r. nr 17, poz. 41).
| Portret | Herb | Imię            | Okres rządów | Informacje dodatkowe |
| ------- | ---- | --------------- | ------------ | --- |
|         |      | Rada Regencyjna | 1917–1918    | W skład rady wchodzili: Aleksander Kakowski, Zdzisław Lubomirski, Józef Ostrowski |
|         |      | Józef Piłsudski | 1918         | Od 11 do 14 listopada 1918 władzę zwierzchnią sprawował wraz z Radą Regencyjną jako Naczelny Dowódca Wojsk Polskich; następnie od dnia 14 listopada samodzielnie, formalnie jako regent Królestwa Polskiego, aż do wejścia w dniu 29 listopada 1918 w życie dekretu Naczelnego Dowódcy z dnia 22 listopada 1918 r. o najwyższej władzy reprezentacyjnej Republiki Polskiej (Dz.U. z 1918 r. nr 17, poz. 40). |